# Международный год языков коренных народов
2019 год объявлен ООН Международным годом языков коренных народов (англ. International Year of Indigenous Languages). Основной задачей мероприятий, проводимых в этом году, ставится повышение осведомлённости общественности о состоянии автохтонных языков, находящихся под угрозой вымирания во всём мире, а также установление связи между языком, развитием общества, мирным существованием и урегулирование конфликтов.
Торжественное открытие Международного года языков коренных народов стартовало в штаб-квартире ЮНЕСКО в Париже 28 января и в штаб-квартире ООН в Нью-Йорке 1 февраля 2019 года.
Ранее ООН объявляла Международный год коренных народов мира (1993 год) и Международный год языков (2008 год).
В ноябре 2019 года ООН объявило десятилетие с 2022 по 2032 годы Международным десятилетием языков коренных народов.

## История
19 декабря 2016 года Генеральная Ассамблея ООН объявила 2019 год Международным годом языков коренных народов на основе резолюции Постоянного Форума Организации Объединенных Наций по вопросам коренных народов (Резолюция 71/178). В резолюции Генеральной Ассамблеи было выдвинуто предложение назначить ЮНЕСКО ведущей организацией ООН по организации этого события.
Международному году языков коренных народов посвящён первый номер журнала «Курьер ЮНЕСКО» за 2019 год.

## Цели
Основная цель Международного года языков коренных народов — привлечь внимание к рискам, которым подвергаются коренные языки, особенно к тем из них, которые оказывают влияние на развитие, надлежащее управление, урегулирование разногласий и обеспечение мира. Цели года включают улучшение качества жизни, обеспечение более широкого сотрудничества и осведомлённости на международном уровне, усиление диалога культур для того, чтобы подтвердить неразделимость коренных языков и культур.
Выделено пять основных направлений деятельности:
1. усиление взаимопонимания, успешное урегулирование конфликтов и способствование международному взаимодействию;
2. создание благоприятных условий для обмена знаниями и распространения успешных стратегий в отношении коренных языков;
3. интеграция коренных языков в процесс установления стандартов;
4. рост возможностей посредством развития потенциала;
5. рост и развитие через уточнение нового знания.

## Мероприятия года
В планы этого года входит проведение мероприятий, которые будут посвящены следующим трём тематическим областям, включающим в себя как повестку устойчивого развития 2010 года, так и 17 целей устойчивого развития:
- Способствовать ревитализации и поддержке коренных языков с помощью создания большего количества материалов и более широкого спектра услуг с использованием языковых, информационных и коммуникационных технологий. («Поддержка»)
- Сохранение коренных языков, обеспечение доступа к образованию, информации и знаниям как о коренных языках, так и на коренных языках для представителей коренных народов (детей, подростков и взрослых), улучшение методов сбора данных и предоставления информации. («Доступ»)
- Введение областей знания и ценностей коренных народов и культур в более широкие социокультурные, экономические и политические области, а также развитие культурных практик, таких как традиционные виды спорта и игры. («Продвижение»)

В проведении мероприятий года участвуют представители коренных народов, система организаций ООН, научное сообщество, частные и государственные организации, а также СМИ.

## Год языков коренных народов в России
Федеральное агентство по делам национальностей и Министерство просвещения РФ при поддержке компаний «Сахалин Энерджи» и «Лукойл» разработали сайт международного года языков в РФ.
21 февраля, в Международный день родного языка, был официально зарегистрирован Фонд сохранения и изучения родных языков народов Российской Федерации.
Официальное открытие Международного года языков коренных народов в России состоялось в Ханты-Мансийском автономном округе — Югре 21 марта 2019 года.
План проведения года языков коренных народов включает в себя более 700 мероприятий, которые пройдут на федеральном и региональном уровнях. С 4 по 6 апреля в Институте языкознания РАН прошла международная конференция «Лингвистический форум 2019: Коренные языки России и мира», посвящённая проблемам изучения, сохранения и преподавания коренных языков как в России, так и за её пределами.